# Agent 327
Agent 327 est une série de bande dessinée du Néerlandais Martin Lodewijk dont la publication a débuté en mai 1966 dans Pep no 21.
Cette bande dessinée parodique mettant en scène l'espion Hendrik Ijzerbroot, dit l'Agent 327, avatar de James Bond, a été régulièrement publiée de 1966 à 1983 aux Pays-Bas, et depuis 2000.
Un court-métrage nommé Agent 327: Operation Barbershop, réalisé en 2017 par la Fondation Blender, met également en scène ce personnage. Le film se voulait un avant-goût d'un éventuel long-métrage, mais le projet semble avoir été abandonné depuis.